# Sinikka Nopola
Sinikka Marianna Nopola, född 26 november 1953 i Helsingfors, död 13 januari 2021 i samma stad, var en finländsk barnboksförfattare.
Nopola gav ut cirka 80 böcker och är känd för de populära bokserierna Halmhatten och Filttofflan och Risto Rappare, som hon skrev tillsammans med systern Tiina Nopola. Båda bokserierna har filmatiserats.
Nopola avled i en allvarlig sjukdom i januari 2021.